# Héctor Cayetano Villalba
Héctor Cayetano Sebastian Villalba (Cipolletti, Río Negro, 20 de enero de 1996) es un futbolista argentino. Juega en la posición de defensor en Berazategui de la Primera C de Argentina.

## Trayectoria

### Racing Club
Fue promovido de la reserva por Eduardo Coudet en 2018.

## Clubes
| Club        | País      | Año             |
| ----------- | --------- | --------------- |
| Racing Club | Argentina | 2018 - 2019     |
| Atlanta     | Argentina | 2019 - 2020     |
| Berazategui | Argentina | 2020 - presente |

## Palmarés

### Campeonatos nacionales
| Título              | Club        | País      | Año     |
| ------------------- | ----------- | --------- | ------- |
| Superliga Argentina | Racing Club | Argentina | 2018-19 |
| Torneo Clausura     | Berazategui | Argentina | 2021    |